# Överklagandenämnden för studiestöd
Överklagandenämnden för studiestöd (ÖKS) är en domstolsliknande myndighet under Utbildningsdepartementet med säte i Härnösand. 
ÖKS prövar bland annat överklaganden av Centrala studiestödsnämndens (CSN) beslut i studiestödsärenden. Den som fått ett beslut som gått en emot kan överklaga beslutet till ÖKS. Skrivelsen ska ställas till ÖKS men lämnas eller skickas till CSN. Överklagandet ska ha kommit in till CSN inom tre veckor från den dag den klagande fick del av beslutet. Om CSN inte ändrar beslutet helt som den klagande vill eller avvisar överklagandet eftersom det har kommit in för sent, ska överklagandet tillsammans med övriga handlingar skickas till ÖKS för en ny prövning. ÖKS beslut får inte överklagas.
Inom myndigheten ÖKS finns ett särskilt beslutsorgan (Överklagandenämnden) vars ledamöter utses av regeringen. Här ingår ÖKS direktör (myndighetschef). Ordföranden, vice ordföranden och myndighetschefen ska vara eller ha varit ordinarie domare. Av de andra ledamöterna ska två vara jurister, två ha särskild insikt i de studerandes förhållanden och en ha särskild sakkunskap om utbildningsväsendet. I fallet HFD 2015 ref. 6 konstaterade Högsta förvaltningsdomstolen att ÖKS är en domstol i Europakonventionens mening, också när myndighetschefen avgör ärenden på nämndens vägnar. Kravet på rätt till domstolsprövning av enligt artikel 6 i Europakonventionen uppfylls därmed genom att CSN:s beslut kan överklagas till ÖKS.